# Perissocytheridea meyerabichi
Perissocytheridea meyerabichi is een mosselkreeftjessoort uit de familie van de Cytherideidae. De wetenschappelijke naam van de soort is voor het eerst geldig gepubliceerd in 1953 door Hartmann.